# وان کام لیانگ
وان کام لیانگ (انگلیسی: Wan Kam Leung؛ زادهٔ ۱۹۴۵) یک رزمی‌کار وینگ‌چون و کارورز متخصص چی کونگ است.
وی کونگ فوی وینگ‌چون را ابتدا به مدت ۷ ماه از لیانگ شیانگ و سپس از وانگ شون لیانگ آموخت و پس از حدود ۷ سال شاگردی وی، خودش در سال ۱۹۶۹ به مقام استادی در این رشته رسید. او اینک در کاولون هنگ کنگ «وینگ‌چون کاربردی» تدریس می‌کند.